# Heiberggroeve

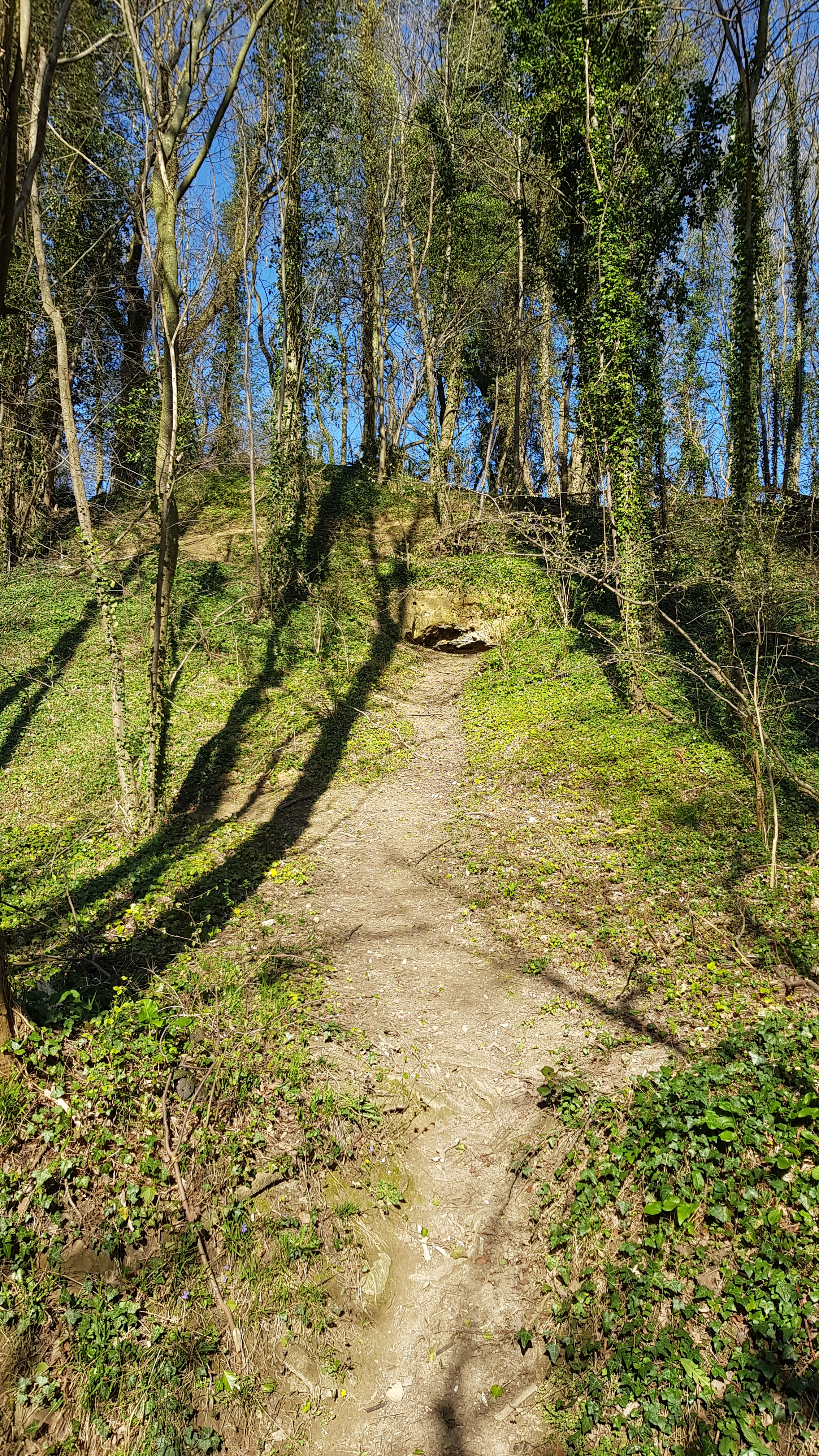
de Heiberggroeve op de helling

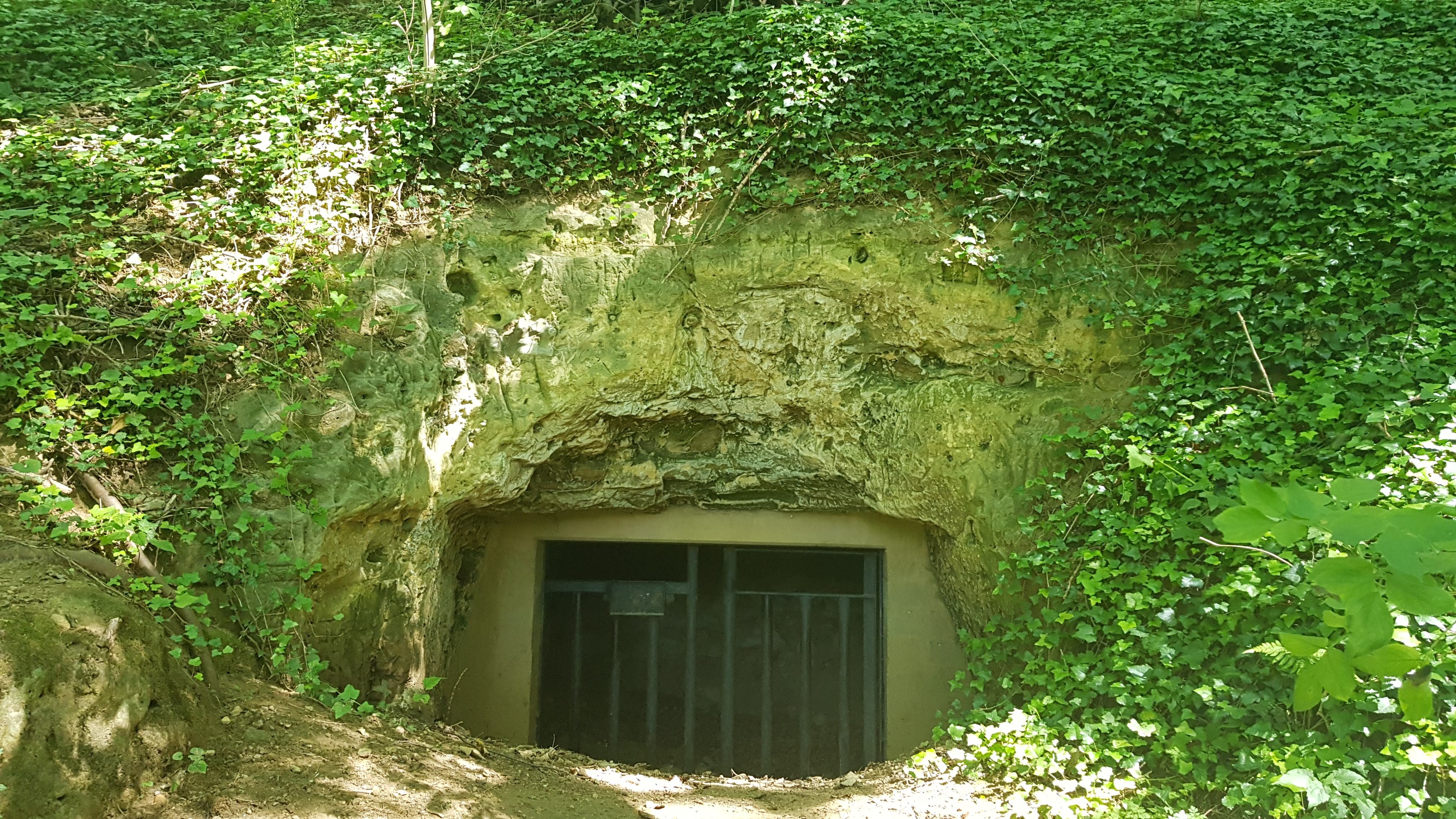
ingang van de Heiberggroeve

De Heiberggroeve is een Limburgse mergelgroeve in de Nederlandse gemeente Valkenburg aan de Geul in Zuid-Limburg. De ondergrondse groeve ligt ten zuidoosten van Valkenburg in het zuidelijk deel van het hellingbos Biebosch op de noordoostelijke rand van het Plateau van Margraten in de overgang naar het Geuldal. Ter plaatse duikt het plateau een aantal meter steil naar beneden, de groeve zelf ligt nabij een holle weg (IJzeren Koeweg) die ligt ingesneden in het plateau vanuit de Sibbergrubbe.
Op ongeveer 85 meter naar het noordwesten liggen het Ingvarsputje en Canadasbergske, naar het noordoosten liggen de groeves Sansovet en de Sint-Jansboschheidegroeve en op ongeveer 50 meter naar het zuidoosten ligt de Groeve aan de Heide.

## Geschiedenis
Van de 17e tot de 19e eeuw werd de groeve door blokbrekers ontgonnen voor de winning van kalksteen.

## Groeve
De groeve heeft een oppervlakte van ongeveer 359 vierkante meter met een ganglengte van ongeveer 65 meter.
De ingang van de groeve is afgesloten, zodanig dat vleermuizen de groeve kunnen gebruiken als verblijfplaats.
De beheerder van de groeve is de Stichting ir. D.C. van Schaïk. In 2017 werd de groeve op veiligheid onderzocht en werd deze goedgekeurd.